# Arsans
Arsans település Franciaországban, Haute-Saône megyében. Lakosainak száma 44 fő (2022. január 1.). Arsans Noiron, Champtonnay, Lieucourt és Valay községekkel határos.

## Népesség
A település népességének változása:
| Lakosok száma | 50   | 50   | 51   | 48   | 48   | 45   | 47   | 45   | 44   |
|               | 2013 | 2015 | 2016 | 2017 | 2018 | 2019 | 2020 | 2021 | 2022 |